# Partido Popular Monárquico
Die Partido Popular Monárquicoⓘ, kurz PPM, deutsch Monarchistische Volkspartei, ist eine portugiesische politische Partei, die für die Restauration der Braganza-Monarchie in Portugal eintritt. 

## Geschichte
Die Partei entstand am 23. Mai 1974 nach der Nelkenrevolution aus monarchistisch eingestellten Vorläuferorganisationen. Von 1979 bis 1983 war die PPM zusammen mit den konservativen Parteien PSD und CDS Teil eines Wahlbündnisses namens Demokratische Allianz (AD) und von 1981 bis 1983 unter anderem mit Gonçalo Ribeiro Telles in der Regierung vertreten.
Seit der Auflösung dieser Allianz war die Partei im Parlament nicht mehr vertreten, da sie aus eigener Kraft nicht genügend Wählerstimmen bekommen konnte. Sie erreichte bei keiner der nationalen Wahlen mehr als 0,7 Prozent der Stimmen.
Bei den Parlamentswahlen von 2005 trat die PPM als eigenständige Partei nicht an, konnte jedoch zwei Abgeordnete auf der Liste der PSD unterbringen, so dass sie mit zwei Mandaten in der portugiesischen Nationalversammlung vertreten war. Seitdem trat bei den Parlamentswahlen die Partei entweder mit eigenen Listen an oder im Verbund mit anderen konservativen Parteien wieder als Teil des Bündnisses Demokratische Allianz, konnte jedoch den Status einer Splitterpartei nicht überwinden.
Bei den Regionalwahlen auf den Azoren im Jahre 2008 gewann die Monarchistische Volkspartei zur Überraschung vieler Beobachter einen Sitz in der Versammlung, den sie bei den folgenden Wahlen halten konnte, im Stadtrat von Lissabon ist sie seit Oktober 2017 ebenfalls vertreten.
Im Frühjahr 2019 beteiligte sich die PPM an der Gründung einer nationalistischen und konservativen Parteienkoalition der politischen Rechten Portugals. Unter der Bezeichnung „Basta!“ (Es reicht!) traten der PPM, die neu gegründete Partei Chega (ebenfalls: „Es Reicht“ oder auch „Genug“) und die bereits 2009 gegründete Partido Cidadania e Democracia Cristã (Partei der Bürgerschaft und der Christdemokratie) gemeinsam bei der Europawahl in Portugal 2019 an. Das Bündnis konnte jedoch kein Abgeordnetenmandat erreichen.
Der derzeitige Chef des Hauses Braganza und portugiesische Thronprätendent Duarte III. Pio de Bragança stimmt in einigen Bereichen nicht mit dem Programm der Partei überein, so dass keine Verbindung zwischen der Partei und ihm besteht.
Präsident der PPM ist Gonçalo Maria Pacheco da Câmara Pereira.

## Wahlergebnisse
- Europawahl 2009: 0,39 Prozent (0 Mandate, 13.794 Stimmen)[1]
- Parlamentswahl 2009: 0,27 Prozent (0 Mandate, 15.090 Stimmen)[2]
- Parlamentswahl 2011: 0,27 Prozent (0 Mandate, 14.984 Stimmen)[3]
- Europawahl 2014: 0,54 Prozent (0 Mandate, 17.732 Stimmen)[4]
- Parlamentswahl 2015: 0,28 Prozent (0 Mandate, 14.897 Stimmen)
- Europawahl 2019: 0,49 Prozent (0 Mandate, 49.496 Stimmen) im Rahmen der Parteienkoalition „Basta!“[5]
- Parlamentswahl 2019: 0,16 Prozent (0 Mandate, 8.431 Stimmen)
- Parlamentswahl 2022: 0,00 Prozent (0 Mandate, 260 Stimmen)
- Parlamentswahl 2024: 0,01 Prozent (0 Mandate, 451 Stimmen)
- Europawahl 2024: 31,11 Prozent (0 Mandate, 1.228.787 Stimmen) im Rahmen der Parteienkoalition „Aliança Democrática“[6]